# Michihiro Yasuda
Michihiro Yasuda (安田 理大) est un footballeur japonais né le 20 décembre 1987 à Suita. Il évolue au poste de latéral gauche au Busan IPark.

## Palmarès
Gamba Ōsaka
- Vainqueur de la Ligue des champions de l'AFC 2008
- Vainqueur de la Coupe du Japon : 2008 ; 2009
- Vainqueur de la Coupe de la Ligue japonaise 2007
- Vainqueur de la Supercoupe du Japon 2007